# Кошачий глаз (роман)
«Кошачий глаз» (англ. Cat's Eye) — роман канадской писательницы Маргарет Этвуд, опубликованный в 1988 году.
Книга стала финалистом Премии генерал-губернатора 1988 года и Букеровской премии 1989 года.

## Пояснение к названию
Элейн и её брат в детстве играют в шарики; Элейн хранит ценную вещь, мраморный кошачий глаз, в своей детской сумочке. Позже кошачий глаз появляется как общий мотив на картинах Элейн. Годы спустя Элейн заново находит красный кошелек, и, просматривая его, она восстанавливает все воспоминания, которые она потеряла: «всю свою жизнь».

## Описание
Главная героиня романа, художница Элейн Рисли, которая вспоминает своё детство и юность в Торонто. Её самые сильные воспоминания связаны с Корделией, которая была лидером девушек, которые ввели её в жестокий мир дружбы, тоски и предательства. Действие романа разворачивается в Канаде середины 20-го века, от Второй мировой войны до конца 1980-х, и включает взгляд на многие явления того периода времени, от феминизма до современного искусства .

## Параллели с биографией Этвуд
Маргарет Этвуд начала писать «Кошачий глаз» ещё в 1964 году, но, закончила его только в 1980-х годах. В то время её дочь была подростком, и Этвуд могла наблюдать взросление группы подростков.
Иногда считают, что книга содержит автобиографические элементы. Например, как и Рисли, Этвуд — дочь энтомолога. Однако Этвуд напрямую не комментировала сходство.